# Caurel, Marne
Caurel là một xã thuộc tỉnh Marne trong vùng Grand Est đông nam nước Pháp. Xã nằm ở khu vực có độ cao trung bình 117 mét trên mực nước biển.